# Wilderod
Wilderod; auch Wilderold, Wilderolf; († 999) war von 991 bis 999 Bischof von Straßburg.

## Leben
Nach dem Tod von Bischof Erkanbald von Straßburg bestimmte Otto III. im Oktober 991 Wilderod zu dessen Nachfolger.
Wilderod stand dem König nahe und bewegte sich in seinem Umfeld. Im Jahr 994 zog er mit ihm von dessen Hoflager in Ingelheim und den anderen Fürsten nach Sohlingen, wo ein Reichstag stattfinden sollte. Für die Königsnähe spricht, dass Otto Wilderod einen Bauplatz in der Nähe der Pfalz zu Ingelheim zum Bau einer Unterkunft schenkte.
Mit Wissen oder im Auftrag des Königs schrieb Wilderod 995 an Gerbert Erzbischof Reims. Dessen Stellung war durch ein päpstliches Interdikt und das Handeln seiner Gegner in Reims nicht mehr zu halten. Wilderod forderte Gerbert auf, sich für die Absetzung seines Vorgängers Arnulf von Reims zu rechtfertigen. Gerbert hat 996 eine Schrift in Form eines an Christus gerichteten Gebets und weitere Dokumente an Wilderod geschickt. Es sollte so auch zur Kenntnis des Königs gelangen. Er forderte Wilderod auf, vor dem König und den deutschen Bischöfen seine Schuldlosigkeit zu beweisen und sagte zu nach Rom zu gehen und sich der Entscheidung des Papstes und eines bevorstehenden Konzils zu unterwerfen. Über die Reimser Frage wurde auch auf der Synode in Ingelheim im Februar 996 beraten, an der Wilderod teilnahm.
Wilderod begleitete den König im selben Jahr auf dessen ersten Romzug nach Italien, wo er einem Königsgericht in der Angelegenheit eines Klosters in Pavia teilnahm. Im selben Jahr weihte er das von der Kaiserin Adelheid gegründete Kloster Selz.
Ende 997 begleitete er und andere Große den Kaiser auf dessen zweiten Italienzug. Anfang 998 nahm er in Cremona an einer Gerichtssitzung unter Vorsitz Otto III. in Sachen des örtlichen Bischofs teil. Wahrscheinlich nahm er an der Jahreswende 998/99 auch in der von Papst und Kaiser in Rom abgehaltenen Synode teil, auch wenn er in der entsprechenden unvollständigen Auflistung der Teilnehmer fehlt.
Zu einem nicht klar bestimmbaren Zeitpunkt im Jahr 999 übergab ihm Papst Gregor V. das Kloster Andlau mit der Aufgabe dieses zu reformieren.
Wilderod starb Anfang Juli 999 im kaiserlichen Lager vor Benevent. Während eines Gottesdienstes in Anwesenheit des Kaisers hatten sich erste Anzeichen wohl eines Schlaganfalls gezeigt, die beim anschließenden Mahl deutlicher wurden. Daran ist er nach etwa vierzehn Tagen gestorben. Im Lager vor Benevent bestimmte der Kaiser Alawich II. am 9. Juli zum Nachfolger von Wilderod.